# Jim Hall (kierowca)
Jim Hall (ur. 23 lipca 1935 w Abilene) – amerykański kierowca wyścigowy i konstruktor. Startował w Formule 1 w latach 1960-1963.
Właściciel Chaparral Cars, firmy która w latach 60. i 70. XX wieku budowała prototypy samochodów sportowych, często korzystając z bardzo nowatorskich i nietypowych rozwiązań. Następnie właściciel zespołu wyścigowego Chaparral Racing, którego kierowcy m.in. dwukrotnie wygrali Indianapolis 500.